# Peter Eberst

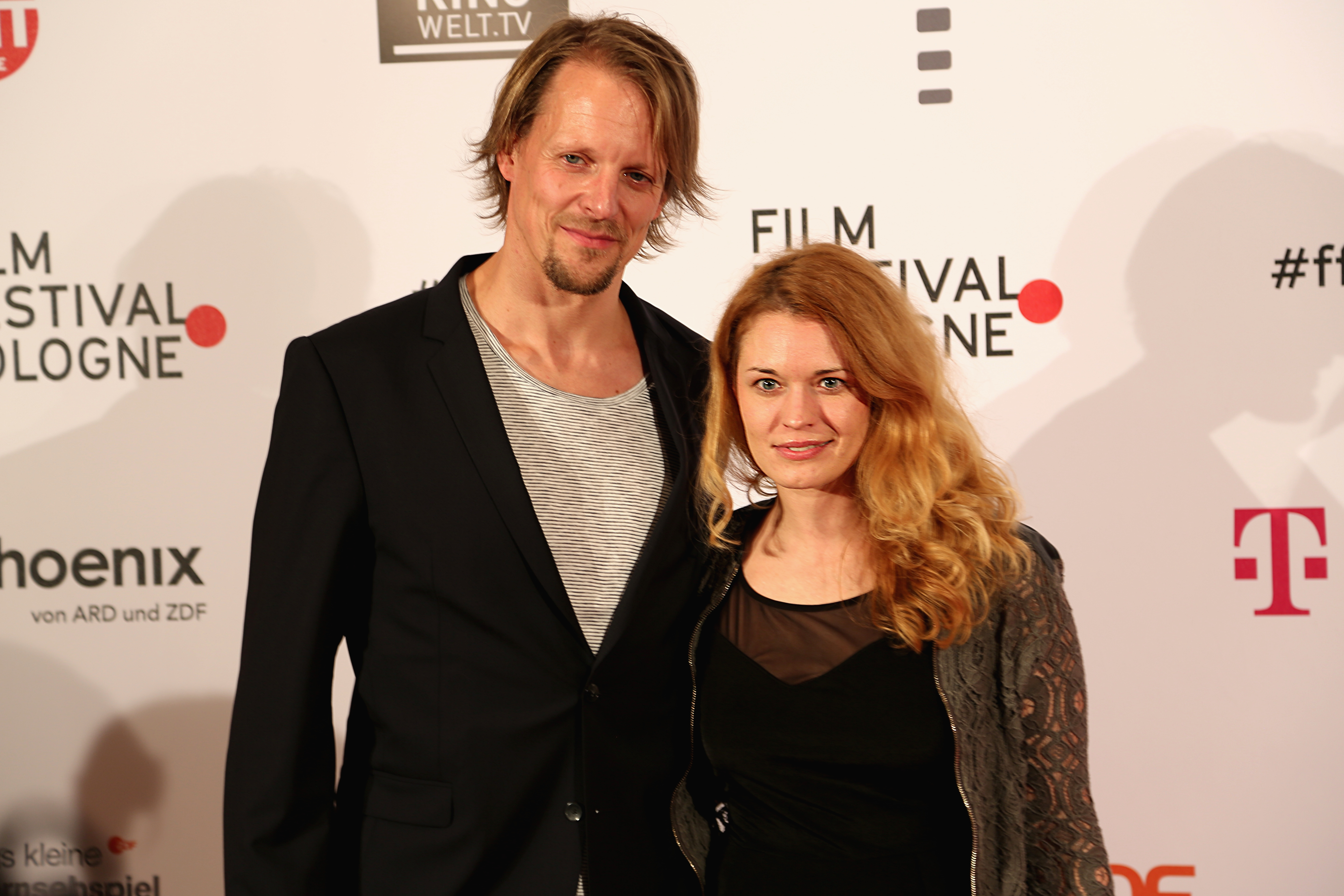
Peter Eberst (2017)

Peter Eberst (* 1975) ist ein deutscher Schauspieler, Synchronsprecher und Autor.

## Leben
Peter Eberst wuchs in Ochtrup auf. Er studierte in Münster, wo er mit Cactus Junges Theater 2001 das erste Mal im Theater im Pumpenhaus auf der Bühne stand. Er erhielt seine Schauspielausbildung von 2017 bis 2020 am Susan Batson Studio (New York).

## Filmografie (Auswahl)
- 2008: Mein Kriegswinter
- 2009: Hangtime – Kein leichtes Spiel
- 2012: Geschichte Mitteldeutschlands: Karl der Große – Der Aufstand der Thüringer
- 2012–2017: Lindenstraße (Fernsehserie, 4 Folgen)
- 2014: Pastewka (Fernsehserie, eine Folge)
- 2015: Wilsberg: Bittere Pillen
- 2016: Marie Brand und die Schatten der Vergangenheit
- 2016 Volt
- 2017: Valerian – Die Stadt der tausend Planeten
- 2017: Club der roten Bänder
- 2018: Wintermärchen
- 2019 Ludzie i Bogowie
- 2020 Dunkelstadt
- 2020 Think Big!
- 2020 Nachtlicht
- 2020: Enkel für Anfänger
- 2023: SOKO Köln: Unter Schafen

## Theaterrollen (Auswahl)
- Hinterfrager in Ende sämtlicher Streckenverbote, Städtische Bühnen Münster, Regie: Sybrand van der Werf
- Freddie Herko in Andy Warhol, Theater en Face, Regie: Xenia Multmeier
- Sherlock Holmes in Holmes & Watson revisited, Expedition Theater, Regie: Alban Renz
- Benvolio in Romeo und Julia, Siegburger Freilichtspiele, Regie: Jörg Kaehler
- Le Bret in Cyrano de Bergerac, Siegburger Freilichtspiele, Regie: Jörg Kaehler
- Ecke in Das Soap-Ding, Theater im Pumpenhaus, Regie: Alban Renz
- Professor Johann in Amo, Theater im Pumpenhaus, Regie: Peter van den Hurk
- Musikmarschierer in Kikerikiste, Theater Löwenherz, Regie: Hendrick Becker
- Lehrer in Der, die, das Fremde, Theater im Pumpenhaus, Regie: Barbara Kemmler
- Herr Keith/Der Arbeiter/Klaus-Heinrich/Bäcker in Brechts Kreidekreuz, Villa ten Hompel, R: Alban Renz
- Ecke in Das Soap-Ding, Theater im Pumpenhaus, R: Alban Renz
- Professor Johann/Heinz in Amo, Theater im Pumpenhaus, R: Peter van den Hurk
- Orwell und Willbur in: Die Gebrüder Lautstill, expedition Theater, R: Alban Renz
- Martin Steiger in Unter Tage, hepp!, R: Alban Renz
- m2 in Die Humanisten, expedition Theater, R: Barbara Kemmler
- Sprechmobber in Sprechmob, phoenix5, R: Harald Redmer
- Herr Huber in Spatz Fritz, expedition Theater, R: Alban Renz
- Saladin in: Und jetzt, Nathan Weise?, Theater im Pumpenhaus, R: Ute Liekenbrock
- Dicky in Agathas Kind, Theater im Pumpenhaus, R: Richard Nawezi
- Warner in: Nacht mit Gästen, Theater im Pumpenhaus, R: Pitt Hartmann und Ute Liekenbrock

## Hörspiele (Auswahl)
- 5 Geschwister. Tappen im Dunkeln, Gerth Medien
- Young & Grace 4 – Tödliches Kunstwerk, Gerth Medien
- Young & Grace 3 – Tote reden nicht, Gerth Medien
- Young & Grace 2 – Das Geheimnis des Generals, Gerth Medien
- Young & Grace 1 – Mörderisches Spiel, Gerth Medien
- Happyland, Michael Nolden
- Fröhlich Sauer, Michael Nolden
- Zurück zum Beton, WDR
- Rollenspiel Blue Moon Live-Hörspiele, Radio Fritz
- Galaxy Kids 3 – Der vergessene Planet, TOS Hörfabrik
- Die Nacht von Getsemani, WDR
- 1live Dekoder, WDR